# سامسونگ گلکسی آ۷
سامسونگ گلکسی ای۷ (انگلیسی: Samsung Galaxy A7)، یک فبلت اندرویدی ساخته شده توسط سامسونگ الکترونیک است که در فوریه سال ۲۰۱۵ میلادی
رونمایی شد.
سامسونگ گلکسی ای۷ در ایالات متحده موجود نمی‌باشد